# Тети Мондезио (Торино)
Тети Мондезио је насеље у Италији у округу Торино, региону Пијемонт.
Према процени из 2011. у насељу је живело 68 становника. Насеље се налази на надморској висини од 242 м.